# Cole Beasley
Cole Dickson Beasley (* 26. April 1989 in Houston, Texas) ist ein ehemaliger US-amerikanischer American-Football-Spieler auf der Position des Wide Receivers. Er spielte College Football für die Southern Methodist University und war in der National Football League (NFL) für die Dallas Cowboys, die Buffalo Bills und die Tampa Bay Buccaneers aktiv. Nach einem zwischenzeitlichen Rücktritt stand Beasley 2022 erneut bei den Buffalo Bills unter Vertrag. Zuletzt spielte er für die New York Giants.

## Frühe Jahre
Beasley besuchte die Little Elm High School, wo er das Football-Team der Lobos in zwei aufeinander folgenden Jahren in die Playoffs führen konnte, was ihm eine Auszeichnung als District co-MVP (wertvollster Spieler des Bezirks) einbrachte. In seinem Abschlussjahr erzielte er 1.184 Yards im Laufspiel, 1.570 Yards im Passspiel und 12 Touchdowns. Ihm zu Ehren wurde das Trikot mit der Nummer 11 nicht mehr vergeben.

## College
Nach der Highschool entschied er sich gegen ein Angebot, als Quarterback für die Air Force Academy zu spielen. Stattdessen nahm er ein Stipendium an der Southern Methodist University an. Dort wurde er zum Wide Receiver umgeschult, da man seine Aussichten, auf seiner Stammposition jemals in die NFL zu kommen, eher als gering einstufte. Bereits als Freshman wurde er in 11 Spielen eingesetzt, davon in 7 als Starter. In seinem stärksten Spiel gegen Tulsa fing er 8 Pässe für 94 Yards. 
In seinem Sophomore-Jahr trug sein im ersten Spielzug (Opening Drive) erzielter Raumgewinn von 71 Yards mit zum Gewinn des Hawaii Bowls bei (43:10 gegen Nevada). Im Abschlussjahr war er in allen 14 Partien unumstrittener Stammspieler. Gemeinsam mit seinem Teamkameraden Aldrick Robinson stellte er mit 2.631 Yards Raumgewinn bei 165 Passfängen einen neuen Schulrekord für Receiver-Tandems auf.

## NFL
Obwohl er in seinem letzten Jahr an der SMU mit 86 Passfängen für 1074 Yards der am häufigsten angespielte Passempfänger an seinem College war, gelangen ihm in der Saison nur zwei Touchdowns. Diese Tatsache verbunden mit seiner geringen Körpergröße von nur 1,73 m führte dazu, dass Beasley im NFL Draft 2012 nicht ausgewählt wurde. Da die Dallas Cowboys jedoch als Ergänzung zu ihren beiden athletischen Wide Receivern Dez Bryant und Miles Austin noch genau diesen Spielertyp des kleinen, schnellen und wendigen Slot Receivers (Spieler für meist kurze Pässe im "Spalt" zwischen der Offensive Line und einem anderen Wide Receiver) suchten, verpflichteten sie Cole Beasley als ungedrafteten Free Agent. 
Nach beeindruckenden Leistungen im Trainingscamp verließ Beasley völlig überraschend aus "persönlichen Gründen" das Team und spielte sogar mit dem Gedanken, sich endgültig vom professionellen Football zu verabschieden. Erst ein langes Gespräch mit seinem Vater bewog ihn dazu, diese Entscheidung noch einmal zu überdenken und zu seiner Mannschaft zurückzukehren. Am 5. September in Woche 1 der Saison 2012 bestritt er schließlich sein erstes Spiel für die Cowboys. In seinem Rookie-Jahr kam er auf 10 Einsätze mit 15 gefangenen Pässen für 98 Yards.
In der Saison 2013 gelang ihm der endgültige Durchbruch. Er hatte die höchste Quote erfolgreich an den Mann gebrachter Passempfänge der Liga; vor allem in engen Spielsituationen, im letzten Viertel der Spiele vermochte er mit 13 erfolgreichen Passfängen für 125 Yards und einem Touchdown zu überzeugen.
In der Saison 2014 erreichte er mit den Dallas Cowboys die Play-offs. Drei seiner vier erfolgreichen Passfänge führten beim dritten Versuch zu neuen First Downs. Nicht zuletzt mit einem zurückeroberten Ball nach einem kritischen Fumble von Tony Romo trug er zum 24:20-Erfolg über die Detroit Lions im sogenannten „Wildcard Game“ bei.

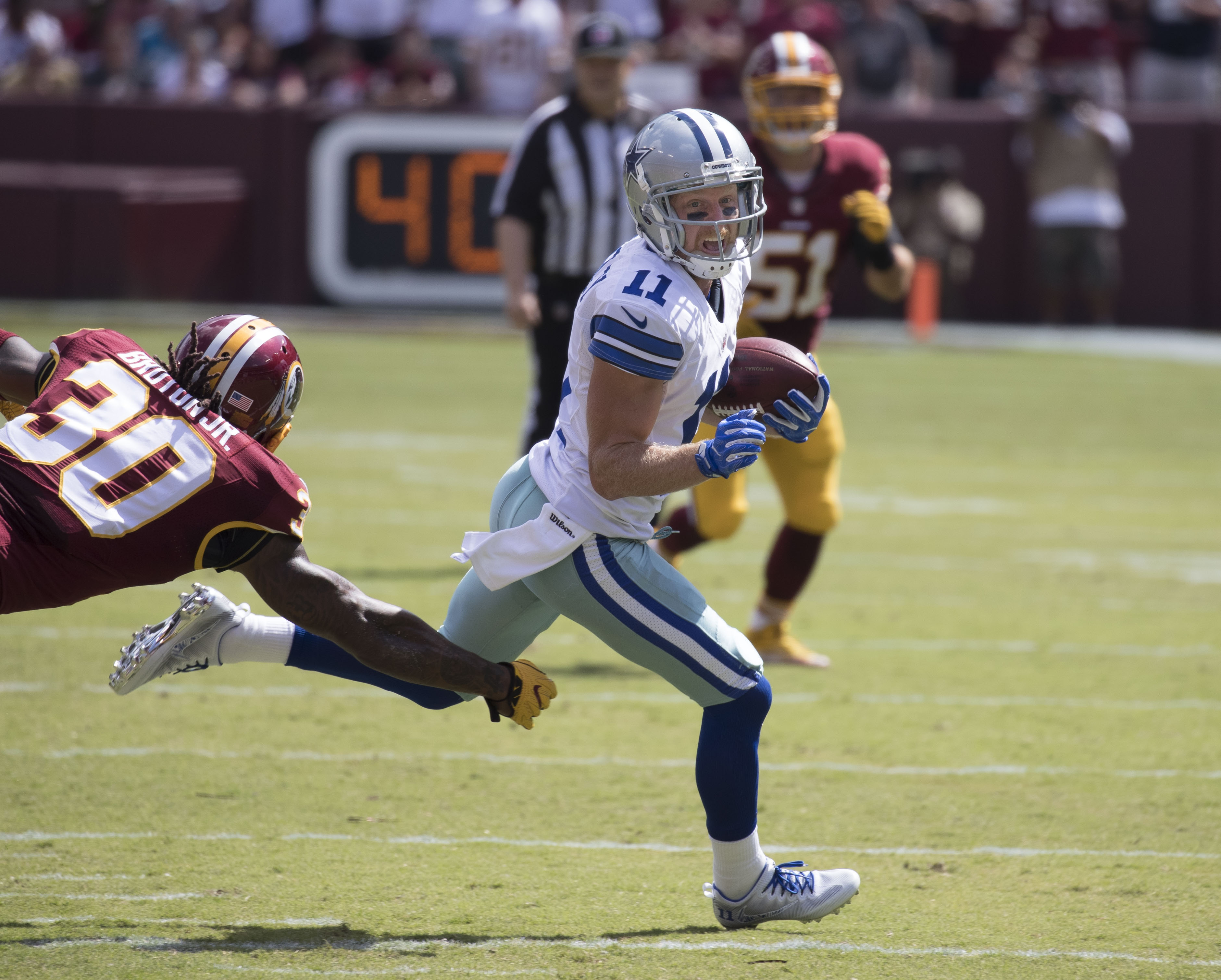
Beasley bei den Cowboys 2016

Am 3. März 2015 unterzeichnete Beasley einen neuen Vierjahresvertrag, der ihm 13,6 Millionen Dollar bei einer Garantiesumme von 7 Millionen Dollar und einem sogenannten "Signing Bonus" von 4 Millionen Dollar einbringen sollte. Sowohl in der Saison 2015 als auch in der Saison 2016 erzielte er jeweils 5 Touchdowns. 98 Mal wurde er als Passempfänger angespielt. Dies und 75 gefangene Pässe für 833 Yards waren die höchsten Werte, die er in seiner Karriere erzielen konnte.
Am 9. Dezember 2018 beim 29:23-Sieg gegen die Philadelphia Eagles bestritt er sein 100. Spiel für die Dallas Cowboys.
Im März 2019 verließ Beasley die Cowboys, um bei den Buffalo Bills einen Vierjahresvertrag über 29 Millionen US-Dollar zu unterschreiben.
Die Saison 2020 wurde die bislang erfolgreichste seiner Karriere. 79 Passfänge für 950 Yards (12,0 im Durchschnitt) stellten jeweils Karrierebestwerte für Beasley dar. Außerdem warf er am 29. November 2020 in Woche 12 gegen die Los Angeles Chargers bei einem Trickspielzug einen 20-Yard-Touchdownpass auf seinen Receiver-Kollegen Gabriel Davis.
Nach der Saison 2021 wurde Beasley von den Bills entlassen.
Am 21. September 2022 nahmen die Tampa Bay Buccaneers Beasley zunächst für ihren Practice Squad unter Vertrag, wenig später nahmen sie ihn in ihren aktiven Kader auf. Er bestritt zwei Spiele für die Buccaneers, in denen er vier Pässe für 17 Yards Raumgewinn fing. Nach dem vierten Spieltag entschloss Beasley sich dazu, seine Karriere zu beenden.
Mitte Dezember 2022 verkündete er den Rücktritt vom Rücktritt und schloss sich wieder dem Practice Squad der Buffalo Bills an.
Am 21. Juli 2023 nahmen die New York Giants Beasley unter Vertrag. Er wurde im Rahmen der Kaderverkleinerung auf 53 Spieler Ende August vor Saisonbeginn entlassen und anschließend in den Practice Squad der Giants aufgenommen. Am 20. Oktober wurde er aus dem Practice Squad entlassen.

## Musikkarriere
Im Januar 2018 startete er eine Zweitkarriere als Rapper. Gemeinsam mit dem Musikproduzenten Victor "Phazz" Clark gründete Beasley die Plattenfirma ColdNation Records. Dort veröffentlichte er zunächst die Single "80 Stings", die es bis auf Platz 43 der itunes-Charts schaffte. Im Mai 2018 erschien sein erstes Album "The Autobiography", dass nach dem Erscheinen in den TOP 20 der itunes-Charts platziert war und später sogar den Sprung in die TOP 10 schaffte.